# 하치조 지청

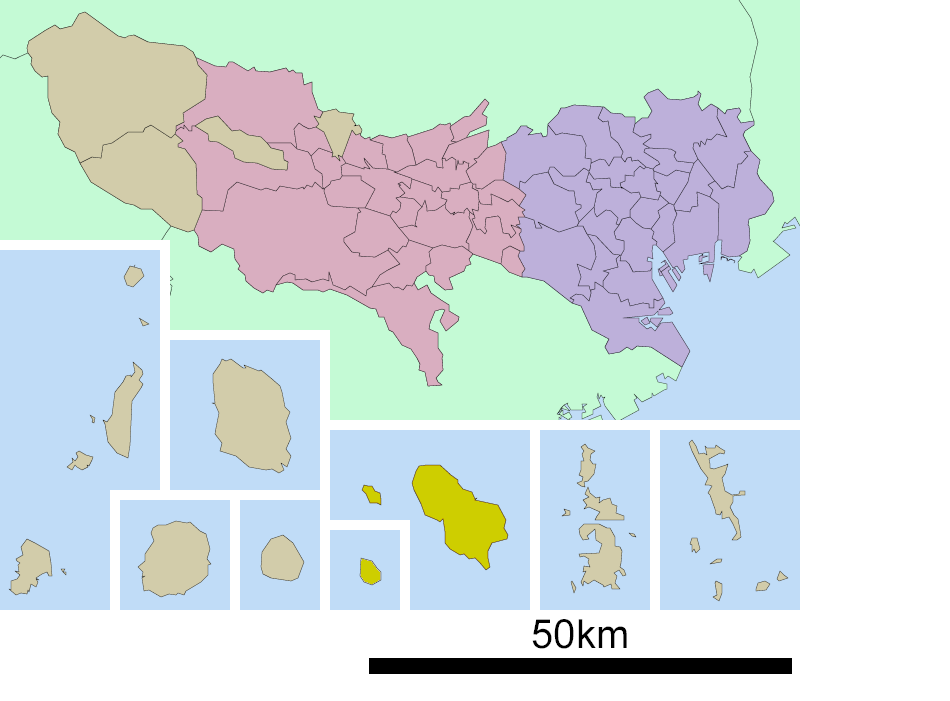
하치조 지청의 위치

하치조 지청(일본어: 八丈支庁, はちじょうしちょう)은 도쿄도의 지청이다. 기구는 도쿄도 총무국에 속한다.
지청은 이즈 제도의 다음 정과 촌을 포함한다.
- 하치조정(하치조섬과 하치조코섬)
- 아오가시마촌(아오가섬)

추가로 지청은 이즈 제도 최남단의 다음 네 개의 무인도를 포함한다. 이들 섬들은 하치조정과 아오가시마촌 모두에서 행정 권리를 주장하고 있기 때문에 현재 어떠한 자치체에도 속하지 않는다. 이들을 북쪽에 위치한 순서대로 나열하면 다음과 같다.
- 베요네스 열암
- 스미스섬
- 도리시마섬
- 소후 암

지청의 섬들 중 하치조섬과 아오가섬에만 사람이 산다.